# Таганчеська волость
Таганчеська волость — історична адміністративно-територіальна одиниця Канівського повіту Київської губернії з центром у містечку Таганча.
Станом на 1886 рік складалася з 10 поселень, 8 сільських громад. Населення — 11990 осіб (5789 чоловічої статі та 6201 — жіночої), 2071 дворових господарства.
|                     | Площа, десятин | У тому числі орної, десятин |
| ------------------- | -------------- | --------------------------- |
| Сільських громад    | 7313           | 4607                        |
| Приватної власності | 5721           | 2892                        |
| Іншої власності     | 299            | 230                         |
| Загалом             | 13333          | 7729                        |

Поселення волості:
- Таганча — колишнє власницьке село за 17 версти від повітового міста, 2823 особи, 553 двори,  православна церква, костел, 2 єврейських молитовних будинки, школа, лікарня, 5 постоялих дворів, 2 лавки, паровий і вітряний млини, цегельний завод, суконна фабрика. За 9 верст — залізнична станція.
- Беркозівка — колишнє власницьке село, 1849 осіб, 362 двори, православна церква, школа, лавка.
- Голяки — колишнє власницьке село, 1696 осіб, 295 дворів, православна церква, школа, постоялий будинок, цегельний і винокурний заводи.
- Дарівка — колишнє власницьке село, 549 осіб, 117 дворів, школа, постоялий будинок.
- Ключники — колишнє власницьке село при яру Дроздовці, 506 осіб, 108 дворів, православна церква, школа, постоялий будинок.
- Мартинівка — колишнє власницьке село, 1375 осіб, 241 двір, православна церква, школа, водяний млин, цегельний, костопальний, пивоварний, винокурний і бурякоцукровий заводи.
- Мельники — колишнє власницьке село, 875 осіб, 186 дворів, православна церква, школа, постоялий будинок.
- Поташня (Таганчеська Буда) — колишнє власницьке село, 810 осіб, 207 дворів, православна церква, школа, постоялий будинок, бурякоцукровий заводи.

Старшинами волості були:
- 1909—1913 роках — Мартин Іванович Царенко[2],[3],[4],[5];
- 1915 року — Онисим Панасович Буць[6].